# Господин Гочев
Господин Гочев Стоянов е български офицер Държавна сигурност (генерал-лейтенант).

## Биография
Господин Гочев е роден на 23 август 1915 година в село Обручище, Харманлийско, в средно заможно семейство. Баща му е член на Българската работническа социалдемократическа партия (обединена), има двама братя и сестра. Докато учи в гимназията в Хасково, през 1931 година става член на комунистическия Работнически младежки съюз (РМС). През 1934 година е изключен от гимназията за нелегална дейност, записва се в гимназия в Кърджали, но скоро е изключен и оттам. През есента на 1934 година е арестуван и съден, като до оправдаването му през ноември 1935 година остава в затвора. След освобождаването си се връща в Хасковската гимназия, където е секретар на организацията на РМС, като този път успява да завърши. Отбива военната си служба в Бургас с прекъсвания между 1938 и 1940 година, като през 1939 година става член на Българската комунистическа партия (БКП). След уволнението си от казармата се връща в Обручище, където работи като книговодител, и следва три семестъра стопански науки.
Веднага след Деветосептемврийския преврат от 1944 година Гочев отива в Хасково и взима „активно участие в установяването на народната власт“, евфемизъм за последвалите преврата масови убийства и насилия. Назначен е за началник на участък в Народната милиция, а от 20 януари 1945 година е помощник околийски началник на Министерството на вътрешните работи (МВР) в Хасково. По това време изкарва двумесечен курс за командири на народната милиция.
На 13 февруари 1946 година Господин Гочев е прехвърлен в София като помощник-комендант на Народната милиция в града. На 28 февруари 1947 година е преместен в Снабдителния отдел на милицията по негово настояване, за което се позовава на здравословни проблеми. Малко по-късно е прехвърлен в администрацията на Временното председателство на републиката, през 1948 година става член на Централния съвет на Профсъюза на електроработниците, а от януари 1949 г. е началник на отдел „Кадри“ в Министерството на електрификацията. В началото на 1950 година е назначен в апарата на Централния комитет на БКП, като от началото на 1951 година до 17 юли 1951 година е ръководител на сектор в отдел „Административен“ при ЦК на БКП.
От 1 август 1951 година Гочев е върнат на служба в МВР, като направо е назначен за заместник-началник на Първо управление (външно разузнаване) на Държавна сигурност като му е присвоено направо звание „подполковник“. Той няма никакъв предишен опит или подготовка в разузнаването и не говори никакви чужди езици, включително руски и френски, които е изучавал известно време. От 19 януари 1952 година е началник на Първо управление, а през април е повишен в полковник. През 1954 година завършва едногодишна школа в Съветския съюз. На 12 септември 1959 година е повишен в генерал-майор.
На 23 март 1964 година Гочев, който има постоянни здравословни проблеми, е преназначен за ръководител на Учебно-методическата комисия към Държавна сигурност, запазвайки ранга си на началник на управление. През 1965 година за кратко е началник на Групата за контрол и обобщаване на опита в Държавна сигурност. От 3 декември 1965 година става заместник-завеждащ на отдел „Военен“ при ЦК на БКП, запазвайки привилегиите си на генерал от Държавна сигурност, а през 1969 година е повишен в генерал-лейтенант. Освободен е от действителна военна служба на 10 август 1973 година поради здравословни причини.
Господин Гочев е автор на две книги. През 1966 година излиза документалното изследване за дейността на Абвера в България през Втората световна война „Бюро Д-р Делиус“, а през 1972 година повестта с шпионски сюжет „Червените въгленчета“, чийто сюжет напомня действителния случай с провала на българския разузнавач Кирил Масленков през 50-те години.
Господин Гочев умира на 28 март 1975 година в София.

## Военни звания
- подполковник от ДС – 16 ноември 1951
- полковник от ДС – 29 април 1952
- генерал-майор от ДС – 12 септември 1959
- генерал-лейтенант от ДС – 1969

## Награди
- Орден „Червено знаме“ – 9 септември 1954
- Медал „За боева заслуга“ – 1956
- Орден „Народна република България“ III степен – 1959

## Книги
- Бюро д-р Делиус, Изд. Народна култура, 1968
- Червените въгленчета, изд. на ОФ, 1972